# World Series of Poker Asia Pacific
Die World Series of Poker Asia Pacific, kurz WSOP APAC, ist die zweite Expansion der World Series of Poker. Sie wurde bisher zweimal im Crown Casino in Melbourne ausgetragen.

## Geschichte
Vor der WSOP Asia Pacific gab es außerhalb der Vereinigten Staaten bereits Pokerturniere der WSOP bei der WSOP Europe. Die erste Turnierserie der WSOP APAC fand vom 4. bis 15. April 2013 statt. Es wurden fünf Bracelets ausgespielt. 2014 fanden vom 2. bis 18. Oktober zehn Turniere statt. Seitdem wurde nur noch die WSOP Europe ausgespielt.

## Austragungen
| # | Jahr | Stadt     | Turniere | Mehrfache Braceletgewinner | Main Event | Main Event      | Main Event         | Main Event        |
| # | Jahr | Stadt     | Turniere | Mehrfache Braceletgewinner | Teilnehmer | Sieger          | Herkunft           | Preisgeld (in A$) |
| - | ---- | --------- | -------- | -------------------------- | ---------- | --------------- | ------------------ | ----------------- |
| 1 | 2013 | Melbourne | 05       | –                          | 405        | Daniel Negreanu | Kanada             | 1.038.825         |
| 2 | 2014 | Melbourne | 10       | –                          | 329        | Scott Davies    | Vereinigte Staaten | 0.850.136         |